# Stadttheater Cecilia Gallerani

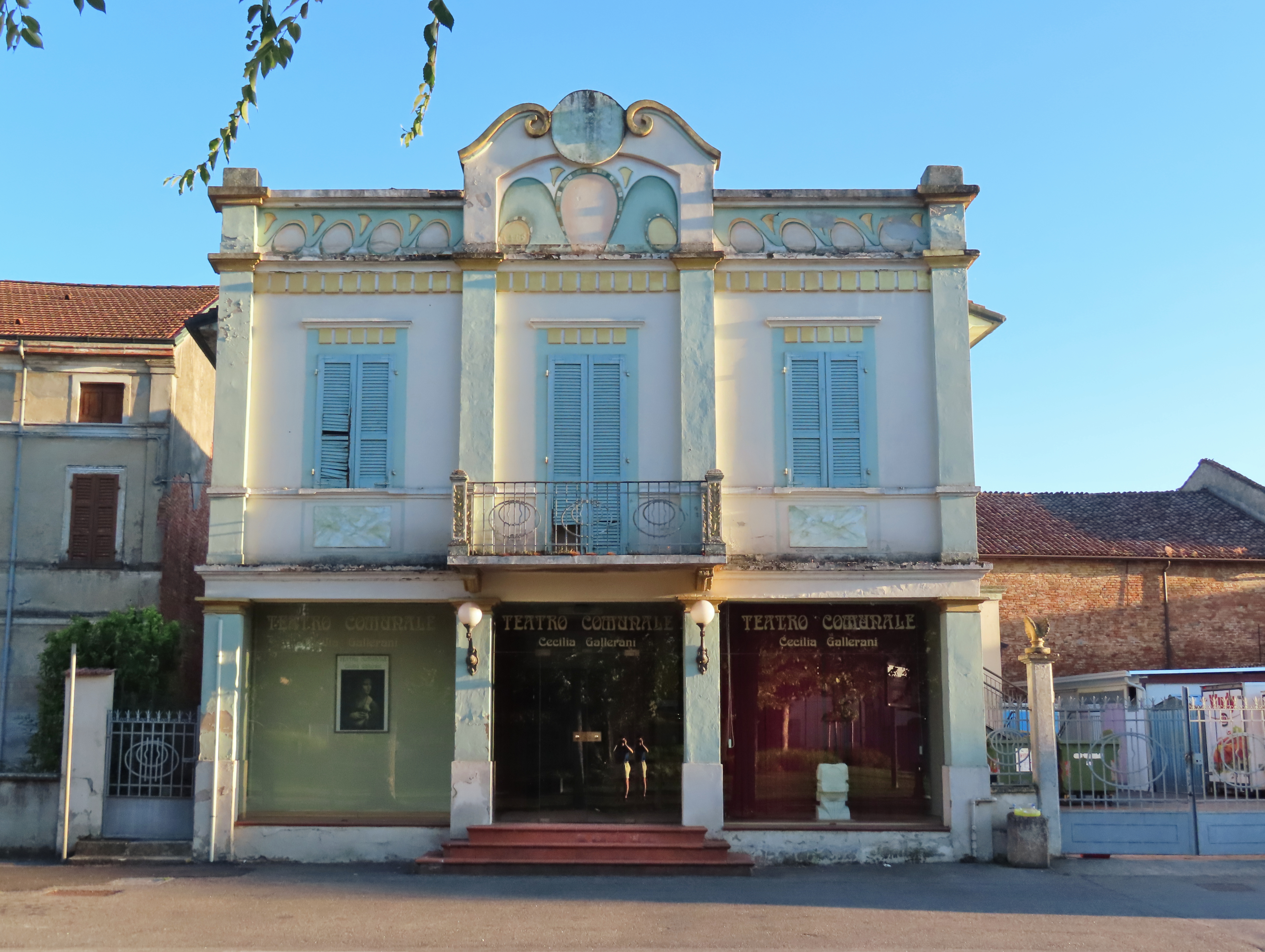
Das Stadttheater Cecilia Gallerani

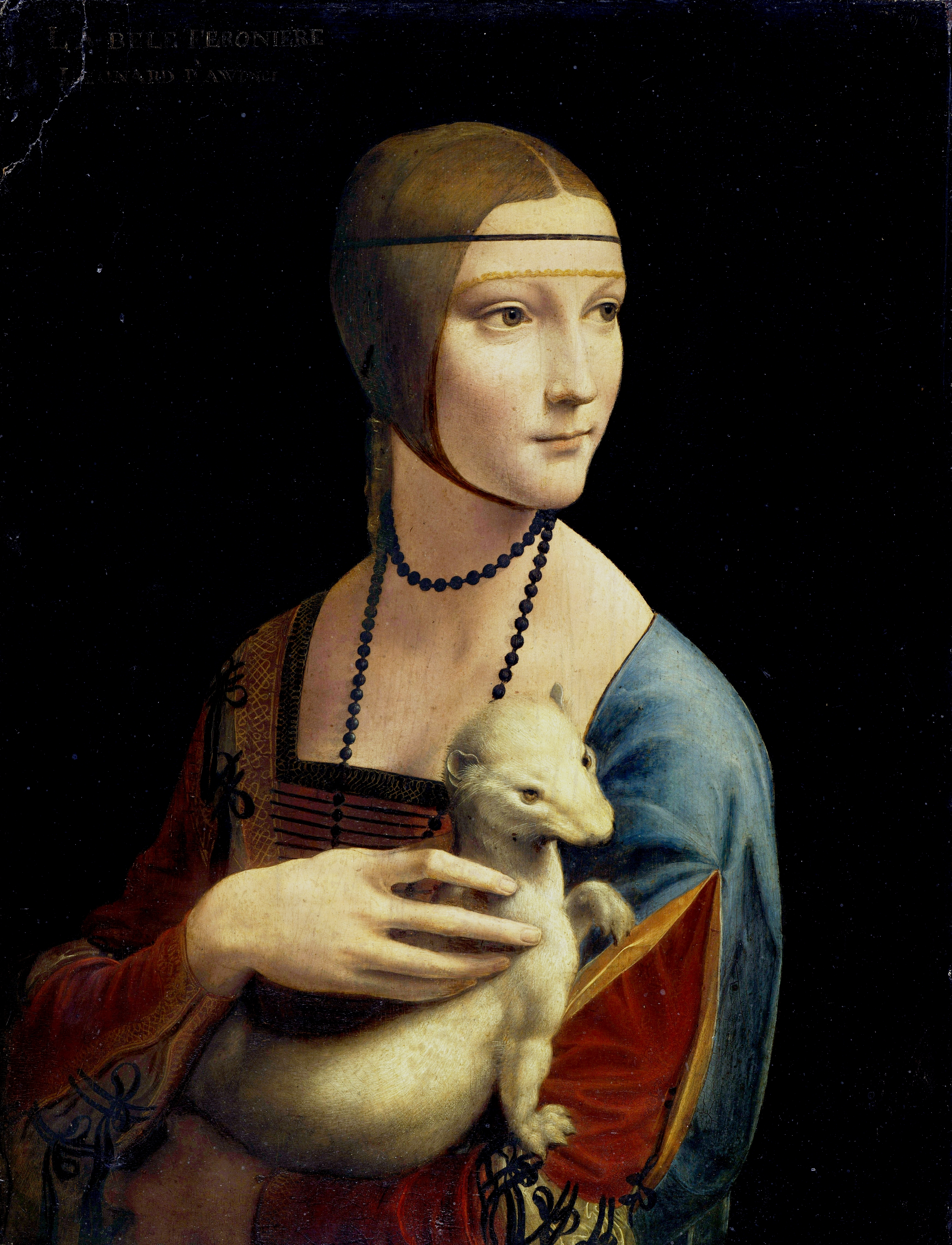
Cecilia Gallerani

Das Stadttheater Cecilia Gallerani ist ein kleines Theater in San Giovanni in Croce, in der italienischen Provinz Cremona. Seit 2002 ist es Cecilia Gallerani gewidmet, der Frau, die Leonardo da Vinci in dem Porträt Dame mit dem Hermelin verewigt hat.

## Geschichte
1923 erwarb die faschistische Gesellschaft La Patriottica ein Grundstück, um dort ein Theater zu errichten. Baubeginn und Architekt sind nicht bekannt. 1931 wurde das Haus, das im italienischen Liberty-Stil errichtet wurde, eröffnet und diente in den folgenden Jahren als kultureller Mittelpunkt der Stadt. Nach dem Bankrott der Gesellschaft übernahm die Kommune das Haus. In den 1960er Jahren wurde das Haus praktisch aufgegeben und verfiel. Nach umfassenden Restaurierungsarbeiten Anfang der 1980er Jahre wurde es am 14. Mai 1983 wieder eröffnet.
Das Theater hat 223 Sitzplätze, davon 168 im Parkett und 55 auf der Galerie, sowie eine 54 m² große Bühne. Es ist Austragungsort von Theater- und Musikfestivals sowie von kulturellen Veranstaltungen.